# Tihomir Bogdan
Tihomir Bogdan (Mostar, 17. lipnja 1973.), bivši hrvatski nogometaš iz Bosne i Hercegovine. 

## Karijera

### Igračka karijera
Odmah nakon obnove rada postaje igrač mostarskog Zrinjskog. Ukupno je za Zrinjski, kroz šest sezona, odigrao 134 utakmice i postigao 20 pogodaka. Osim za Zrinjski igrao je još za Široki Brijeg s kojim je bio trostruki, uzastopni, prvak Herceg Bosne (1994./95., 1995./96. i 1996./97.). Nastupao je još i za Croatiju iz Zmijavaca.
Bio je član reprezentacije Herceg-Bosne na prijateljskoj utakmici s Paragvajom u Asunciónu 1996. godine.

## Vanjske poveznice
- Profil na transfermarkt.com